# GNU Chess
GNU Chess (/ˈgnuː ʧɛs/) — бесплатная свободная шахматная программа, написанная на языке C++.
GNU Chess сама по себе имеет текстовый интерфейс, и для комфортной игры нужно использовать одну из графических оболочек, например glChess, XBoard или WinBoard, PyChess.

## Поиск следующего хода
Основан на модификации профессора Тони Марсланда, внесённой им в алгоритм альфа-бета минимакса, и называемой Поиском Основных Отклонений (Principal Variation Search — PVS). Этот алгоритм работает надёжно и достоверно.
Оценка позиции начиная с 5-х версий программы немного отличается от более ранних. Ранние версии использовали таблицы «фигура-поле» с неполной оценкой конечных узлов (end-leaf). Это таблицы, заполненные значениями, которые соответствуют важности присутствия фигур на данном поле. Таблица заполнялась один раз в начале поиска хода.
Недостаток таблиц «фигура-поле» в том, что информация обычно становится менее и менее значимой по мере роста глубины поиска, потому что позиция на доске меняется слишком быстро. С увеличением быстродействия компьютеров становится возможен всё более глубокий поиск, и таким образом таблицы могут вводить программу в заблуждение, выдавая ходы, не соответствующие позиции.
Совсем недавно произошёл возврат к идее, которую поддерживают разработчики GNU Chess: полный обсчёт конечных узлов. Далее, GNU Chess использует битовые доски для представления свойств шахматной доски. Это напоминает нам прошлое на заре компьютерных шахмат, когда гигантские электронно-вычислительные машины 1960-х использовали растровые изображения (битовые карты) для описания позиций.
При оценке хода помимо стандартных оценок полученных, исходя из комбинирования битовых досок, используются более ресурсоёмкие, но очень важные вычисления возможных перемещений короля и пешек.

## Рейтинг
GNU Chess не имеет официального рейтинга Эло. На бесплатном шахматном интернет-сервере freechess.org, блиц-рейтинг GNU Chess версии 5.04, работающей на компьютере на базе процессора Cyrix 166 MHz (эквивалент Pentium 200 MHz), с настройками по умолчанию превысил 2100 пунктов (рейтинги сильнейших шахматистов превышают 2700).

## GNU Chess на других платформах
Разработчики GNU Chess получали отзывы, что их детище действительно компилируется и запускается также на платформах DOS и OS/2 c использованием инструментария EMX.

## Компьютерные шахматы на основе GNU Chess
- glChess (входящие в набор игр GNOME).
- Chess (Apple)